# Calamonastes simplex
Calamonastes simplex é uma espécie de ave da família Cisticolidae.
Pode ser encontrada nos seguintes países: Angola, Burundi, República Democrática do Congo, Etiópia, Quénia, Malawi, Ruanda, Somália, Sudão, Tanzânia, Uganda e Zâmbia.
Os seus habitats naturais são: savanas áridas.